# Крутов, Георгий Алексеевич
Георгий Алексеевич Крутов (1902—1989) — учёный-геолог, минералог, лауреат премии имени А. Е. Ферсмана (1961).

## Биография
Родился 24 апреля 1902 года в с. Лыткино Звенигородского уезда Московской губернии.
В 1931 году окончил МГРИ.
После окончания института работал там же на кафедре минералогии в качестве аспиранта, ассистента, а затем доцента.
С 1930 по 1933 годы проводил научную работу под руководством профессора П. П. Пилипенко, изучая материалы, собранные на Никитовском ртутно-сурьмяном месторождении в Донбассе, на полиметаллических месторождениях Северного Кавказа и плавикошпатовых месторождениях Забайкалья.
В 1936 году защитил кандидатскую диссертацию, посвященную исследованию кобальтовых руд Дашкесана в Закавказье.
С 1933 по 1952 годы работал во Всесоюзном институте минерального сырья, а с 1942 по 1945 года — заместитель директора ВИМСа по научной работе.
С 1948 года работал в МГУ, доцент кафедры минералогии, с 1950 по 1953 годы исполнял обязанности заведующего кафедрой минералогии геологического факультета МГУ, с 1955 года — профессор этой кафедры, читал курсы «Минералогия», «Полезные ископаемые», «Парагенезис минералов», «Космическая минералогия» и другие.
В 1955 году защитил докторскую диссертацию, посвященную минеральному парагенезису и генетическим типам кобальтового оруденения.
Умер в 11 декабря 1989 года.
Его именем назван минерал крутовит.

## Научная деятельность
Вел научные изыскания в области геологии, минералогии и геохимии кобальта.
Предложил генетическую классификацию типов кобальтового оруденения, используя минералогический и геологический подход; с одной стороны, группирует месторождения по признакам общности их минеральных ассоциаций, с другой — суммирует данные по геологическим условиям образования месторождений кобальтовых руд, учитывая при этом закономерности их регионального распространения, мировые запасы, источник оруденения, этап процесса рудообразования в общей схеме эндогенных магматических и постмагматических процессов, а также соотношение кобальта и никеля в руде.
Разрабатывает гипотезу хлоридного переноса вещества в процессе формирования метасоматических железорудных месторождений, изучает явления контактового метасоматоза.
Принимал участие в освоении кобальтовых руд Дашкесанского месторождения на Кавказе, промышленном использовании комплексных никель-кобальтовых руд Урала и Казахстана, кобальтсодержащих месторождений медно-никелевых руд Норильска; выполнил исследования по изучению месторождений кобальта и редких металлов в КНР, КНДР, ЧССР; дал научный прогноз перспектив оруденения с программой комплексных поисковых работ в районе Бу-Аззер (Марокко), что привело к открытию в этом районе двух крупных месторождений кобальта и золота (Восточный Бу-Аззер, Тамдрост).
Член Всесоюзного минералогического общества (1972).

## Награды
- Орден Трудового Красного Знамени (1953)
- Орден «Знак Почёта» (1944)
- Заслуженный геолог РСФСР (1973)
- Премия имени А. Е. Ферсмана (1961) — за работу «Месторождения кобальта». Издание 1959 года